# 聖物
聖物是传说或者神話及宗教的兵器和其他物品，它們有些具有超自然的力量，例如王者之劍在精靈國度阿瓦隆所打造，劍鍔由黃金所鑄、劍柄上鑲有寶石，鋒刃削鐵如泥；埃癸斯由赫淮斯托斯打造。但它卻充滿魔力，而雅典娜的神盾可以石化他人。

## 源於神話的聖物
- 埃癸斯
- 三叉

## 源於宗教的聖物
- 聖杯
- 荆棘冠
- 真十字架
- 命運之矛
- 都靈裹屍布
- 聖包皮

## 源於傳說的聖物
- 王者之劍
- 山銅